# Historia LGBT en Suiza
La historia LGBT en Suiza es la historia local del surgimiento del movimiento LGBT, un movimiento por el reconocimiento y la igualdad de las personas lesbianas, gais, bisexuales y transgénero, entre otras.
Suiza está marcada por una especificidad que la sitúa en la encrucijada de las prácticas francesas y alemanas con respecto a la historia de las personas LGBT, debido a su configuración lingüística, jurídica y cultural. Su especificidad consiste en una temprana despenalización de la homosexualidad en el siglo XX y una invisibilización de la historia de las lesbianas.

## Sodomía y Constitutio Criminalis Carolina

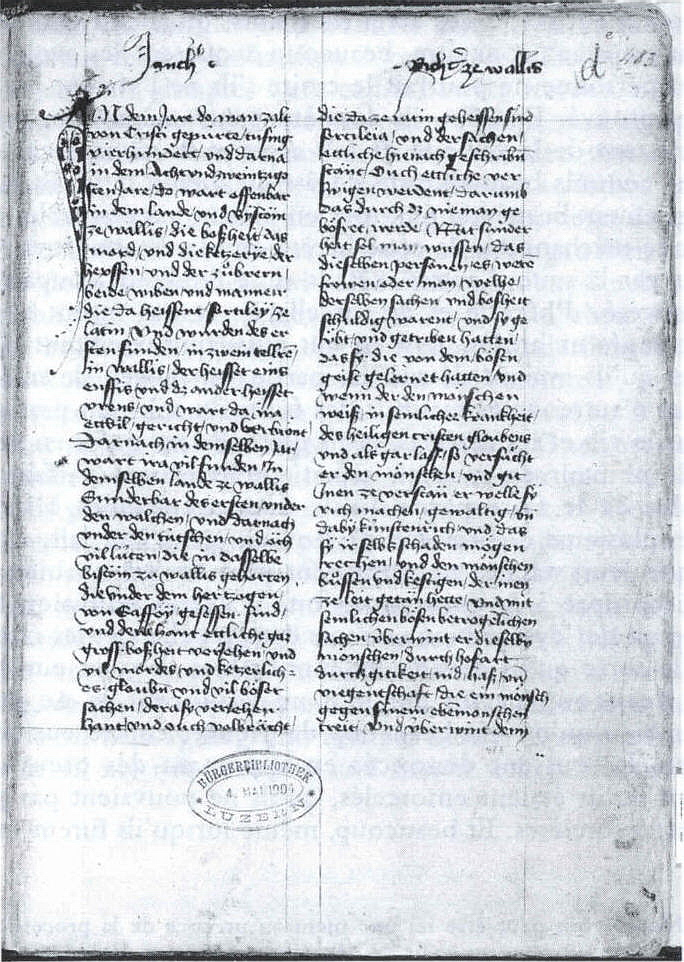
Hans Fründ - caza de brujas en el cantón del Valais.

Con la cristianización de Suiza a partir del siglo III a. C., lo que entonces se llamaba sodomía (penetración anal) y la homosexualidad, ampliamente tolerada en la antigüedad, eran consideradas pecados.
Desde principios de la Edad Media, las novelas del código de Justiniano de 538 y 559, basadas en el Nuevo Testamento (Romanos 1:26), estigmatizan las relaciones entre personas del mismo sexo como pecaminosas. Estos comportamientos son considerados antinaturales y estigmatizados por términos como vitium sodomiticum (Sodoma y Gomorra, Génesis 19) en la teología medieval. Este último responsabiliza a la homosexualidad de los desastres naturales que son castigos divinos por los pecados cometidos.
En la Edad Media, las conductas consideradas antinaturales se referían a las relaciones homosexuales, pero también a las relaciones heterosexuales extramatrimoniales que no tenían por objeto la procreación, o con métodos anticonceptivos. Las personas que cometen el delito pueden ser condenadas a muerte sobre las bases legales de la Constitutio Criminalis Carolina, cuyas variaciones se introdujeron en muchos cantones de la Confederación, en 1532. Las sentencias impuestas en Suiza por lo que se denomina sodomía dependían del estatus social de la persona acusada.

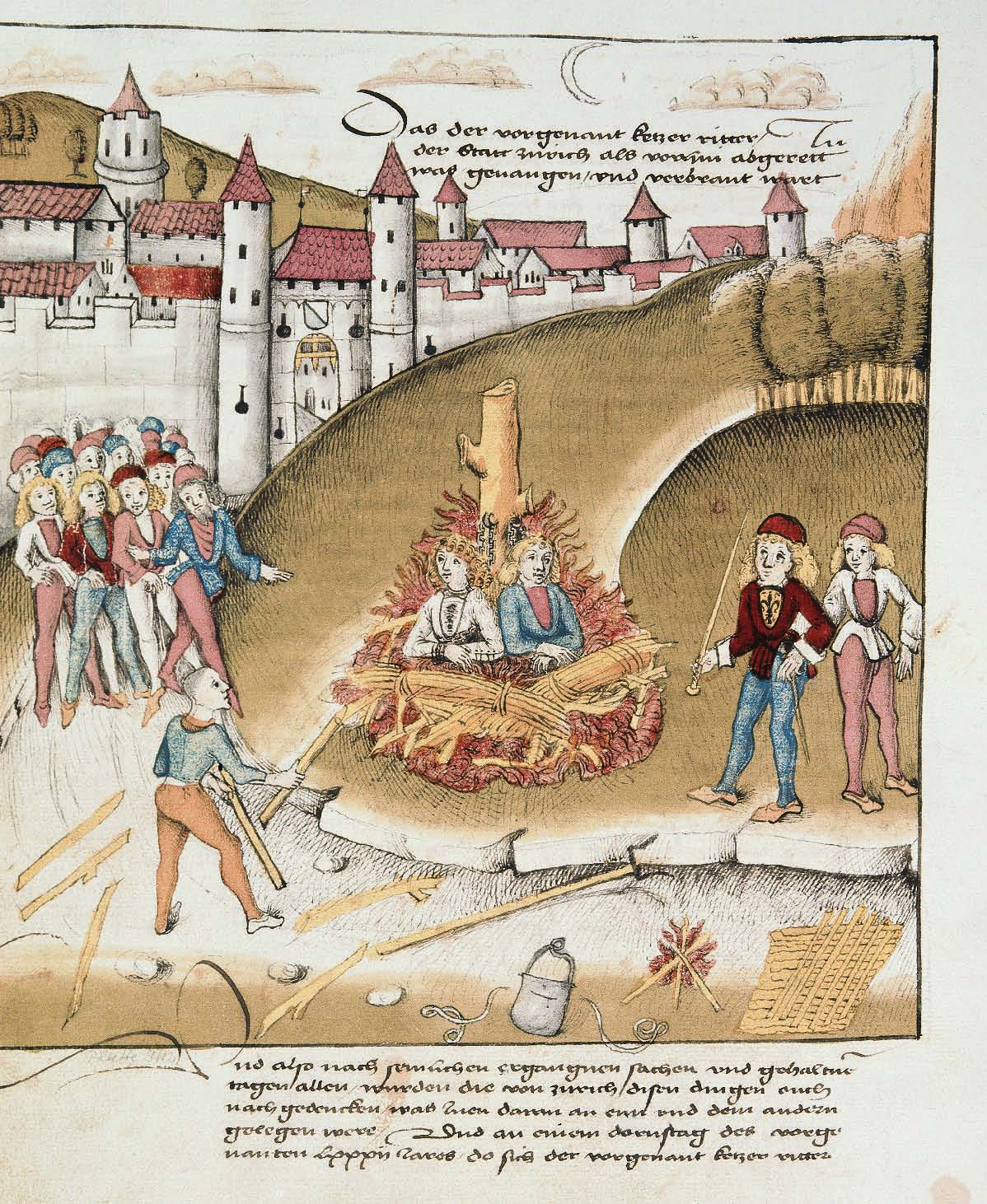
Pira de Richard (Reichardt) Puller von Hohenburg acusado de sodomía ante las puertas de Zúrich en 1482.

Richard Puller de Hohenbourg, un caballero alsaciano, por ejemplo, fue condenado a muerte y quemado vivo con su ayuda de cámara Anton Mätzler de Lindau el 24 de septiembre de 1482 en Zúrich, mientras que en 1416 los dominicos trabajaron para evitar que Heinrich von Rheinfelden, miembro de su orden, fuera enjuiciado por parte del Consejo Penal de Basilea.
Entre 1400 y 1798, solo en el cantón de Zúrich, se dictaron 179 de 1424 sentencias de muerte por denuncias de sodomía, lo que la convirtió en el tercer delito punible con la pena de muerte más frecuente, después del robo y el homicidio. A pesar de ello, el número de condenados a muerte por prácticas homosexuales en la Confederación Suiza era relativamente bajo en comparación con lo atestiguado en las ciudades italianas del siglo XV.

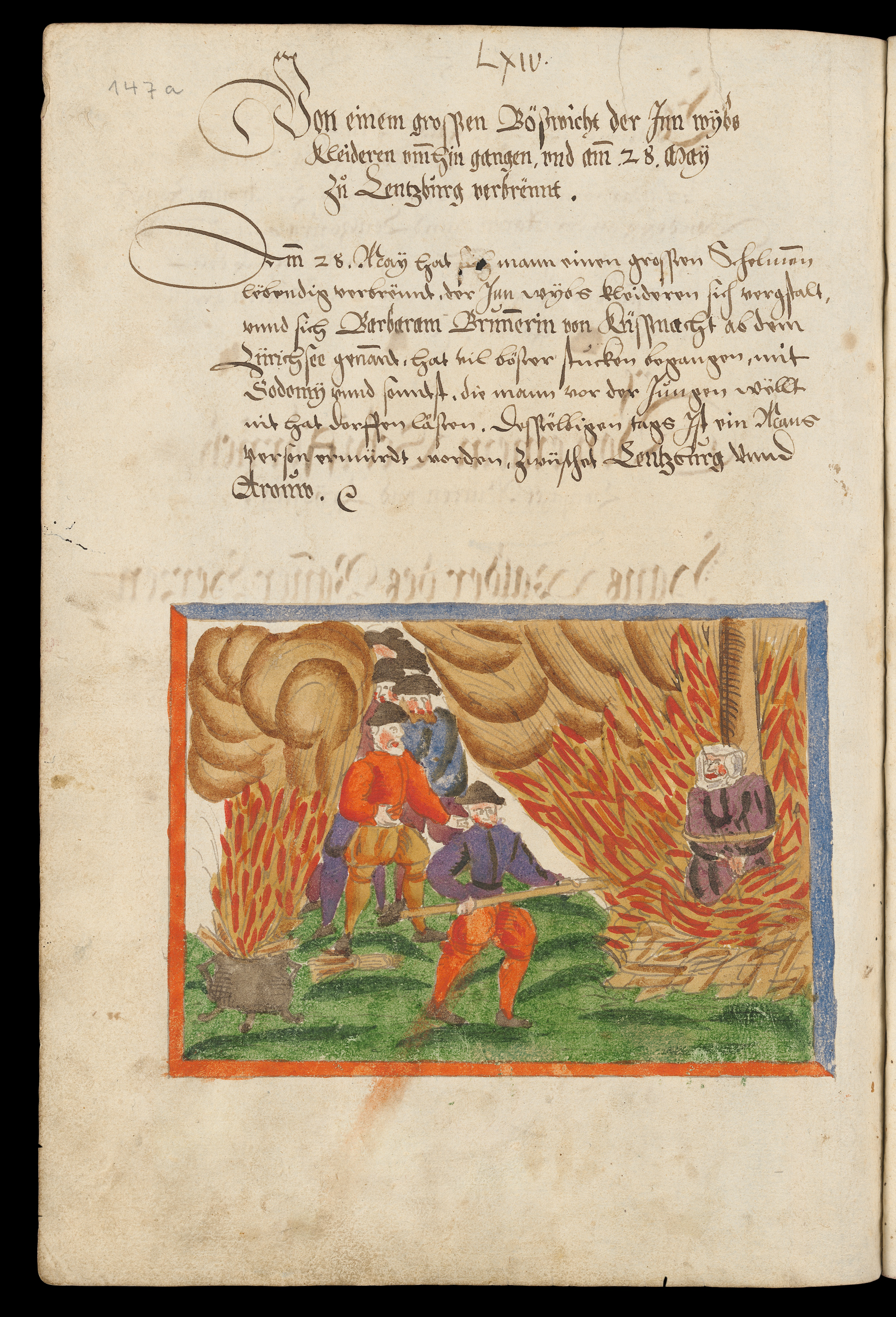
En 1586 en Lenzburg, la estaca de Barbara Brunner, que resultó ser un hombre debajo de su ropa.

El número de personas condenadas a muerte dependía de la voluntad de los fiscales de enjuiciar e iniciar procedimientos por tales actos. Así, durante los años de servicio de Hans Conrad Heidegger (1649-1721) como gobernador del Condado de Kyburg entre 1694 y 1698, 22 jóvenes fueron ejecutados por sodomía. Cuando Heidegger se traslada a Höngg, cesan las condenas.
La Reforma contribuyó a fortalecer la represión penal. Hay quince procedimientos por homosexualidad en Ginebra desde 1560 hasta 1569, incluidas seis ejecuciones y ocho destierros. La represión de las prácticas zoofílicas y homosexuales femeninas también está presente en la condena del comercio femenino con el diablo que se supone practican las brujas. Estos actos se prolongarán hasta el siglo XVII.
El Código Napoleónico, al que estaban sujetas partes del territorio suizo desde principios del siglo XIX, en particular los cantones latinos, despenalizó la homosexualidad entre adultos. Sin embargo, la pena sigue en vigor en los cantones de habla alemana. Algunos cantones son más represivos que otros, en particular Lucerna y Argovia.
Al igual que en otras partes de Europa, la mayoría de los actos homosexuales practicados se describían como pederastia intergeneracional. En la corte, el tema principal es demostrar la edad de los participantes en lugar de si hay penetración.

## SigloXIX
En el siglo XIX se hablaba de homosexualidad para describir una sexualidad orientada hacia personas del mismo sexo, con el uso de los términos «homosexual» para hombres y «lesbiana» para mujeres. La persona de mayor edad en una pareja homosexual se llama pederasta, y este término se extiende posteriormente a cualquier individuo homosexual. El término se originó en la medicina psiquiátrica del siglo XIX.
En la Suiza de habla alemana, el término alemán "Schwule", que se consideraba insultante, se convierte en un término reclamado por los homosexuales, de manera similar a la evolución del término "pede" en francés.

### República Helvética
La República Helvética, existente entre 1798 y 1803, está marcada por los valores de la Ilustración y la Revolución Francesa, y no se persigue la homosexualidad. Con el fin de la República Helvética, la homosexualidad volvió a ser un delito penalizado en la mayoría de los cantones.

### Surgimiento del término «homosexualidad»

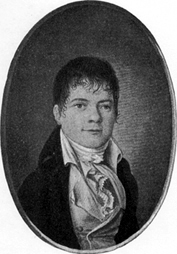
Heinrich Hössli.

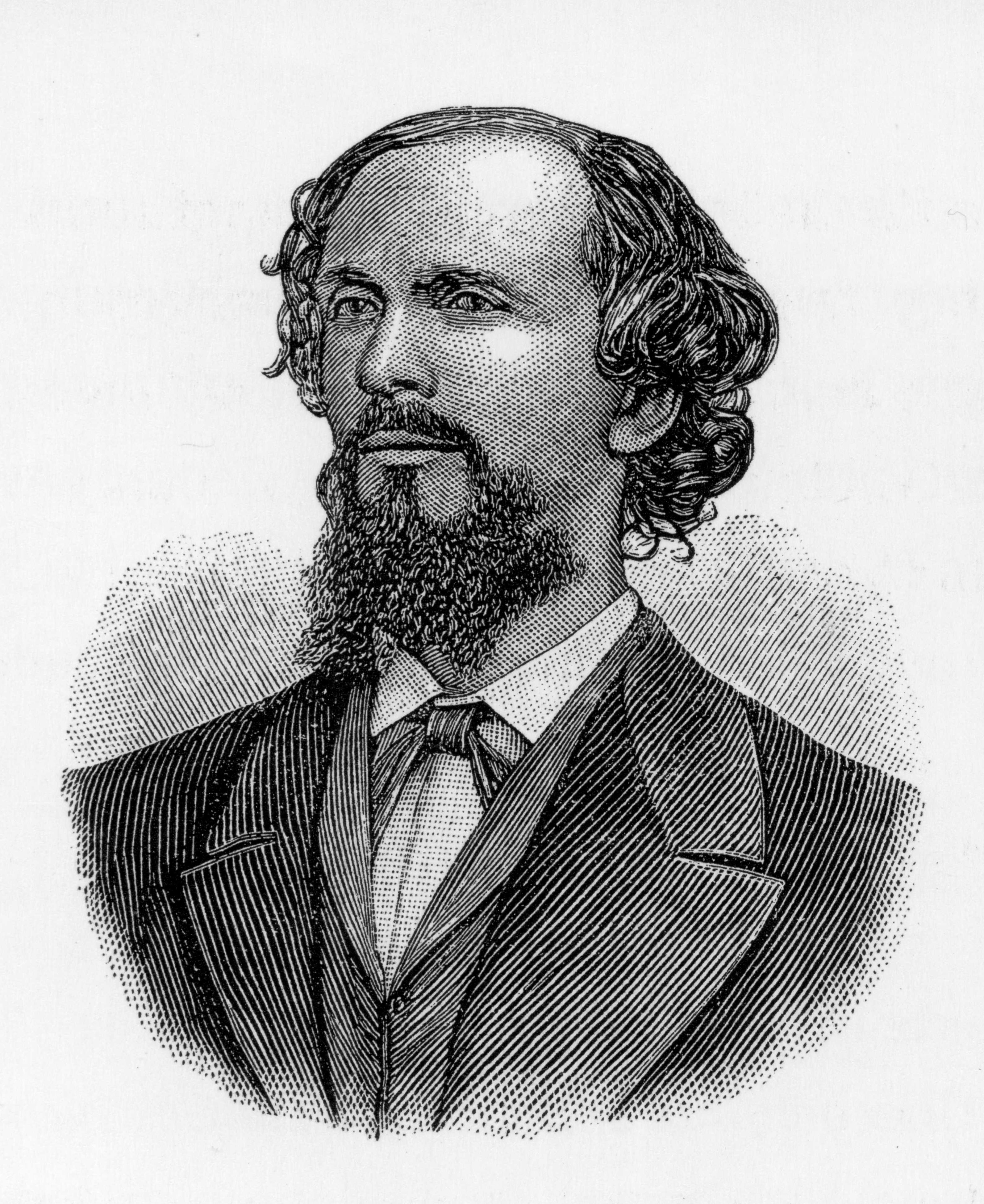
Karl Heinrich Ulrichs (inventor del término «uranismo» y primer homosexual conocido en salir del armario).

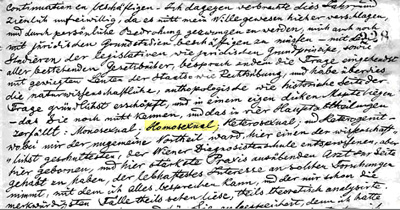
Primera mención de las palabras «homosexual» y «heterosexual» en una carta manuscrita de Karl-Maria Kertbeny en 1868.

En 1836, un libro de Heinrich Hössli tuvo un gran impacto. Heinrich Hössli es un comerciante de telas de Glarus que promovía la homosexualidad y el amor entre hombres. Su libro «Eros. Die Männerliebe der Griechen» ("Eros. El amor entre los hombres de los griegos") se publicó en Glarus en 1836 y en San Galo en 1838, y presentaba la cuestión del reconocimiento de la homosexualidad como prueba de democracia liberal y de derechos cívicos.
En el mundo de habla alemana fuera de Suiza, dos defensores liberales de los derechos de los homosexuales estaban haciendo públicas sus ideas: Karl Heinrich Ulrichs en el Reino de Hannover le da el nombre de uranismo al concepto de amor entre personas del mismo sexo en 1864, seguido en 1868 por Karl-Maria Kertbeny de Austria-Hungría, quien fue la primera en nombrar la homosexualidad.
En las décadas de 1880 y 1890, Jakob Rudolf Forster de Brunnadern (1853–1926) fue procesado por las autoridades de San Galo por su homosexualidad asumida públicamente. En 1893, presentó una petición a la asamblea federal titulada «Beseitigung der Diskriminierung der Homosexualen» ("Por el fin de la discriminación contra los homosexuales"). Karl Heinrich Ulrichs también presentó una solicitud de perdón para Forster a las autoridades de San Galo, pero ésta fue rechazada.

## SigloXX
Desde principios del siglo XX, un número creciente de cantones continuaron persiguiendo la sodomía solo mediante peticiones y ya no sistemáticamente. Para obtener una condena, el delito debía ser probado por testigos, lo que reducía el número de condenas. El término sodomía, a la vez, se volvió obsoleto.
En 1919, el cantón de Basilea solo perseguía los delitos cometidos contra menores y también los relacionados con la prostitución.

### Década de 1930
En 1930 se crearon salas de baile en Basilea y Zúrich. Zúrich se convirtió en un punto de acceso para la escena gay, con lugares de reunión a lo largo de los muelles del río Limago, las reuniones de Der Kreis–Le Cercle–The Circle, restaurantes como Marconi y Turnhalle y hoteles que alquilaban habitaciones. Basilea y la Suiza francófona tenían una escena más discreta, con baños públicos como lugares de encuentro y el restaurante Kaserne en Basilea. Tesino era un lugar habitual de vacaciones.
Cuando los nazis llegaron al poder en Alemania, la reputación de Berlín como ciudad atractiva y liberal para la población LGBT cambió rápidamente. Al mismo tiempo, la policía suiza creó registros de personas homosexuales.

#### Creación de la primera asociación homosexual europea
Dos mujeres lesbianas, Laura Thomas (1901-1966) y Anna Vock (1885-1962), fueron las creadoras de la primera asociación homosexual suiza. Suiza fue también uno de los pocos países que penalizaba las relaciones entre mujeres, junto con Austria, Suecia y Finlandia.
En 1931 crearon el club Amicitia. En 1932, el club comenzó a publicar una revista, Garçonne, que se convirtió en "Schweizerisches Freundschafts-Banner" ("estandarte de la amistad suiza"), cuyo nombre pasó a ser "Menschenrecht" ("derechos humanos") en 1937. La revista apelaba periódicamente a sus miembros para que denunciaran las campañas de prensa discriminatorias y trabajaran a favor de la despenalización de la homosexualidad. Inicialmente una iniciativa lésbica, el club se abrió posteriormente a los hombres. El cofundador del cabaret de Zúrich Le Cornichon, Karl Meier (bajo el seudónimo de Rolf) colaboró allí desde 1934, lo que llevaría más tarde a la revista hacia temas menos radicales y paulatinamente a la exclusión de la representación lésbica. La revista entonces toma el nombre de Der Kreis.

### Década de 1940: la excepción europea
En 1942, durante la Segunda Guerra Mundial, entró en vigor el primer Código Penal Suizo (CPS) después de 24 años de preparación. Una votación popular en 1938 aceptó dicha norma, pero la llegada de la guerra retrasó su aplicación. Ocurrió la despenalización de las relaciones homosexuales consentidas entre adultos, pero también existía una clara condena del ejercicio de la prostitución, ya una estrategia oficial que pretendía sobre todo evitar escándalos vinculados al chantaje. Thierry Delessert muestra en su libro Les homosexuels sont un danger absolu ("Los homosexuales son un peligro absoluto"), que se trataba de frenar el fenómeno reduciéndolo al silencio mediático. Los psiquiatras condenaban la homosexualidad como una degeneración mental, lo que constituía un avance en relación con la noción de vicio destacada por la condena católica de la sodomía. Estas tesis, que influyeron fuertemente en el proyecto de despenalización, se debían a un psiquiatra suizo, Auguste Forel, fundador de la escuela de psiquiatría de Zúrich. Forel distingue una homosexualidad innata, irrefrenable y no punible de una sexualidad adquirida y punible. Muestra que para limitar la adquisición de la homosexualidad es necesario confinar al círculo privado a las personas que se entregan a ella para evitar su propagación y reproducción. Se forma parte de un registro de gestión pública de una práctica que no está realmente aceptada, pero que la legislación y las autoridades querían limitar, en particular mediante el silencio sobre estos temas. Después de la despenalización, cayó el número de publicaciones mediáticas y científicas sobre el tema de la homosexualidad. Con la práctica de denunciar a las personas LGBT, el progreso fue relativo, incluso si frente a las prácticas de sus vecinos, Suiza se convirtió en un refugio para los llamados homosexuales asociales perseguidos por el régimen nazi y enviados a campos de concentración. Debido al ascenso del nazismo en Europa y la nueva y relativa libertad ganada en Suiza, Zúrich adquirió una importancia central en el movimiento gay.
Todavía existía discriminación entre el tratamiento de las personas heterosexuales y homosexuales en el Código Penal. El artículo 194 sancionaba las relaciones sexuales con menores del mismo sexo. Como la mayoría de edad es de 21 años, esto significaba que las relaciones consentidas entre adultos mayores de 21 años estaban legalizadas. Por otro lado, dado que las relaciones heterosexuales estaban autorizadas a partir de los 16 años, esto incluye de facto la discriminación a nivel de una edad de consentimiento diferenciada.
Con la despenalización de la homosexualidad, el tono hasta entonces combativo de la revista Menschenrecht se desvanece. En 1942, el nuevo director de la revista, Karl Meier, la rebautizó como Der Kreis/Le Cercle y la transformó en una revista cultural destinada únicamente a hombres homosexuales. Eugen Laubaucher (bajo el seudónimo de Charles Welti) también se une a él. Su club "Der Kreis" organizaba fiestas regularmente. Las fiestas y la revista bimensual se volvieron conocidas en Europa. Karl Meier está a favor de una homosexualidad ordenada, moralizadora y respetuosa, y se oponía a la prostitución; también introduce el concepto de «homoerotismo».

### Década de 1950: adaptación y ocultación
Karl Meier pensaba que la solicitud del reconocimiento legal de las personas LGBT llevaría años y pide que las personas interesadas se adapten a las convenciones sociales. Der Kreis es la primera revista que publica textos en alemán, francés e inglés, así como fotografías artísticas de hombres. Los miembros y suscriptores se dirigen entre sí utilizando seudónimos en lugar de sus nombres reales.
No obstante, el club "Der Kreis" sigue siendo uno de los primeros grupos del movimiento LGBT en Europa, e influyó e inspiró la formación de grupos similares en Europa hasta la Segunda Guerra Mundial, en particular: Die Runde ("La Ronda") en Reutlingen (Alemania), el Journal Arcadie en Francia, el Cultuur- en Ontspannings Centrum en Países Bajos, Kredsen af 1948 en Dinamarca y la Mattachine Society en Estados Unidos.

### Década de 1960: cobertura mediática
El músico Robert Oboussier fue asesinado en 1957 y la investigación convirtió a su asesino ante los ojos de los medios en víctima de la explotación sexual de la prostitución. Otra serie de asesinatos de homosexuales llamó la atención de la prensa, que publicó las direcciones de los implicados como parte de una campaña de prensa que destacaba los vínculos entre la homosexualidad y la prostitución masculina. Se señala a Der Kreis, y se realizan redadas policiales en bares y lugares de la movida gay. Por lo tanto, la organización de grandes eventos se vuelve imposible y el clima más liberal en otros países hace que los suscriptores se vayan. En 1967 se disolvió el club Der Kreis, y el último número de la revista apareció a fines de dicho año, y jóvenes cercanos a los Kreis fundaron otro periódico en el proceso: Club 68, rebautizado como Hey en 1970.
El tema de la homosexualidad se mencionó por primera vez en la televisión suiza en enero y febrero de 1967, desde el ángulo de la protección de la juventud. La Organización Suiza de Homófilos (OSH) se fundó bajo este clima en 1970. Fue la primera organización que reunía a personas gay y se dio a sí misma una imagen bastante conservadora y "adaptada", estando fuera de sintonía con los homosexuales y estudiantes de izquierda. El período entre la fundación de Freundschafts-Banner en 1932 y la OSH en 1970 se considera en Suiza como el período de surgimiento del movimiento LGBT en el país.

### Década de 1970: segunda ola del movimiento LGBT

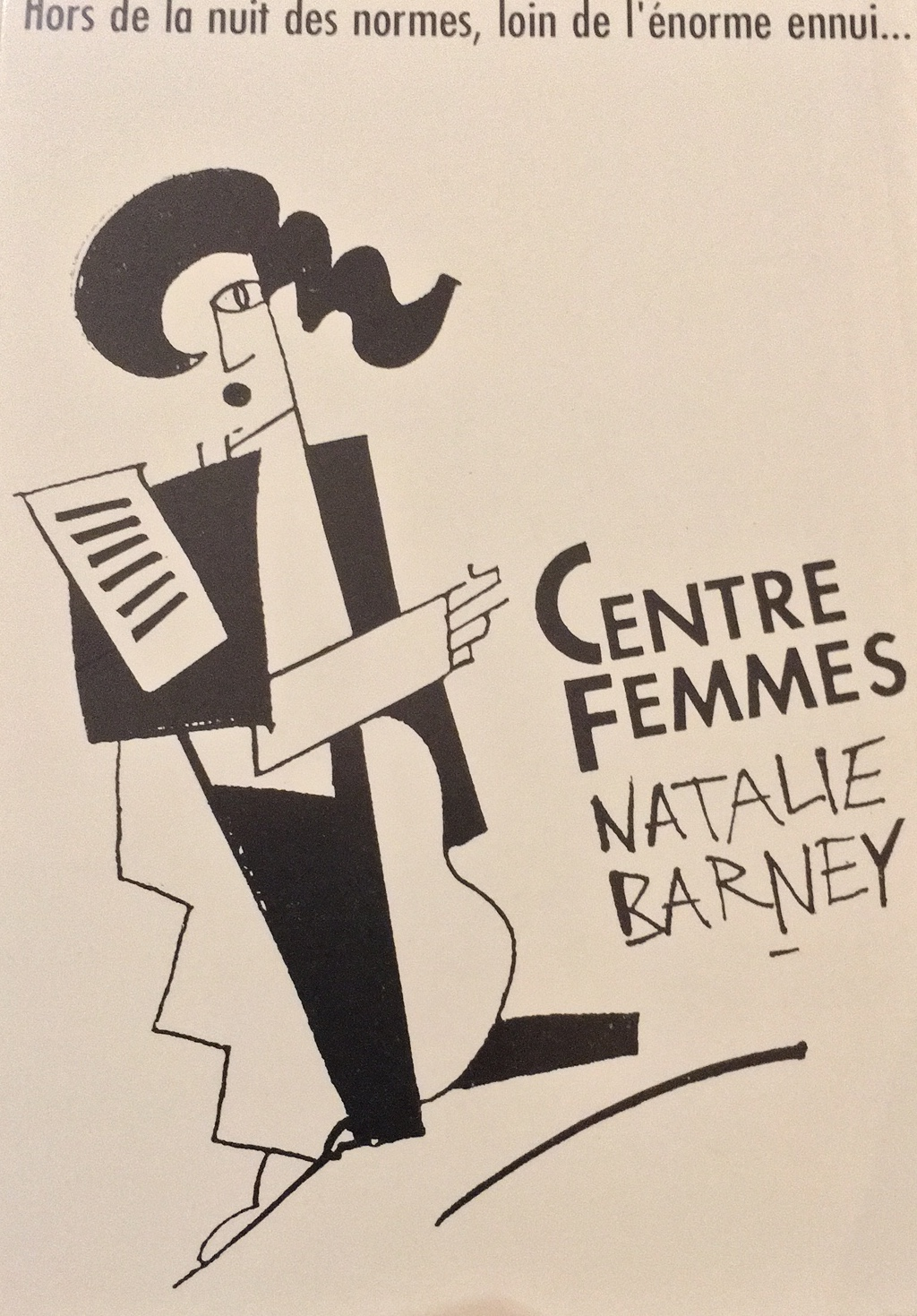
Afiche del Centre Femme Nathalie Barney dirigido por Christiane Parth.

En la década de 1970 nació una renovación del movimiento más radical, que condujo a la abolición de muchas formas de discriminación contra las personas LGBT: igualación de la edad de consentimiento para heterosexuales y personas LGBT, abolición de la diferenciación fiscal de miembros homosexuales y heterosexuales de las fuerzas armadas.
En la década de 1970, las noticias de los disturbios de Stonewall en respuesta a la violencia policial contra las personas LGBT estadounidenses llegaron a Europa. Esto inspiró y movilizó a jóvenes LGBT del movimiento de extrema izquierda. En 1970, Rosa von Praunheim proyectó su película Nicht der Homosexuelle ist pervers, sondern die Situation, in der er lebt («No es perverso el homosexual, sino la situación en la que vive») en las universidades de Zúrich, Basilea y Berna. Tras las proyecciones se crean los grupos HA (Homosexual Arbeitsgruppe, en español «Grupo de Trabajo Homosexual») denominados HAZ (Zúrich), HABS (Basilea) y HAB (Berna), los cuales eran políticamente cercanos a los grupos marxista-leninistas.
En 1973 en Zúrich, hombres de la comunidad leather formaron el grupo Loge70. En 1974, los grupos HA fundaron su primera organización paraguas nacional: el Homosexualen Arbeitsgruppen Schweiz (HACH) («Grupo de Trabajo Homosexual Suizo»). Había una gran variedad de bandas y clubes en la escena comercial y el clima social estaba cambiando a favor de las personas LGBT. Las grandes empresas publicaron normas según las cuales una persona no puede ser discriminada por su homosexualidad. A pesar de todo, la policía mantenía el registro y el fichaje de personas LGBT.
En 1975, las personas LGBT marcharon con una pancarta por el Primero de Mayo en Basilea. Esta es la primera vez que las personas LGBT planteaban sus preocupaciones al público en general, sin embargo una parte de la izquierda política estaba muy irritada por su participación. La práctica de salir del armario también se generalizó en la década de 1970.
El 12 de abril de 1978 tuvo lugar un gran debate sobre la homosexualidad en el programa Telearena (Homosexualität) del canal SF DRS, en la Suiza de habla alemana, donde durante más de dos horas, personas homosexuales defendieron sus causas frente a personas que no estaban de acuerdo con ellas. sus estilos de vida.

#### Surgimiento de la comunidad lesbiana
En Ginebra, junto con la aparición del Movimiento de Liberación Femenina ocurre el surgimiento de una escena lésbica que se vuelve muy activa y conducirá a la creación del centro Nathalie Barney, que en 2002 se convierte en Lestime. Esta aparición generó revistas como Vanille Fraise y Clit007. Claire Sagnière fundó Clit007 (Concentré lesbien irrésistiblement toxique, "Concentrado Lésbico Irresistiblemente Tóxico") en 1981, un periódico surgido de un movimiento de lesbianismo político. Vanille Fraise nació en 1980. Estos fueron los inicios de la visibilidad política y social de las lesbianas en el panorama gay, independientemente tanto del movimiento de hombres como del movimiento feminista.

#### 24 de junio de 1978: primer Christopher Street Day (CSD) en Suiza
HACH, OSH y el "Frauengruppe'" (HFG, "grupo de mujeres homosexuales") organizaron el primer Christopher Street Day (marcha del orgullo) en Suiza en el Parque Platzspitz de Zúrich para conmemorar los disturbios de Stonewall. Christopher Street Day es el nombre de los orgullos gay (o marchas del orgullo gay) en Alemania y Suiza. Se recogieron 5500 firmas que exigían el abandono total del registro de personas homosexuales por parte de la policía y se cuestionó al Parlamento. Este reclamo iba acompañado de la solicitud de dejar de publicar estos registros en la prensa, y condujo a la destrucción de estos archivos.
De 1979 a 1982, se llevaron a cabo manifestaciones anuales del orgullo gay. Estuvieron marcadas por una marcada presencia policial, por temor a posibles disturbios, pero estos no se produjeron. En 1979 se celebró en Berna la Manifestación Gay Nacional ("National Gay Demo"). En 1980, Basilea acogió el evento Gay 80, seguidos por los orgullos de Lausana (1981) y Zúrich (1982).
Los manifestantes utilizaban consignas radicales, casi revolucionarias, y utilizaban técnicas llamativas y una buena dosis de provocación. El periodista Alexandre Ziegler produjo un documental titulado Die Konsequenz (1977). Además de demandas específicas como el levantamiento de antecedentes penales y la eliminación de la discriminación en el sistema de justicia penal, quienes protestan exigían el fin de la heteronormatividad y se definían como antiburgueses. Algunas personas querían luchar contra toda discriminación por parte del Estado, y no solo contra las personas LGBT. A diferencia de hoy, las manifestaciones fueron casi exclusivamente de carácter político, y fueron seguidas de un llamado a no ir de fiesta, sino a participar en los debates políticos.

### Década de 1980: el SIDA y el Orgullo Gay

#### La crisis del SIDA (1982)

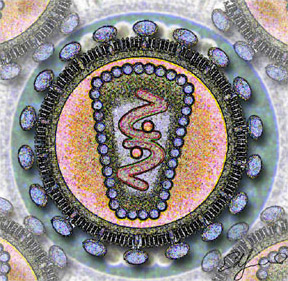
Versión estilizada del virus de inmunodeficiencia humana (VIH).

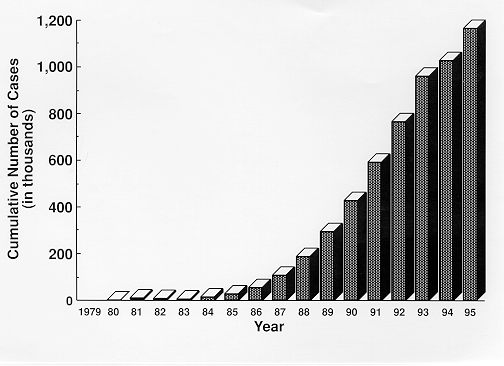
Número de casos de SIDA en el mundo entre 1979 y 1995.

En 1982 aparecen los primeros casos de SIDA en Suiza. Los primeros nombres que recibió esta enfermedad fueron "cáncer gay", "neumonía gay" e "inmunodeficiencia gay" (GRID: Gay-Related Immune Deficiency). Nadie sabía en ese momento qué causaba el SIDA o cómo se propagaba la infección. El advenimiento del SIDA cambió por completo el movimiento desde mediados de la década de 1980. Muchas de las principales figuras del movimiento estaban muriendo y las personas LGBT fueron estigmatizadas, lo que llevó a las protestas esporádicas que hasta ahora se han llevado a cabo anualmente.
Para enfrentar este desafío, Schwulen Medizinmänner («Grupo Gay en Medicina») fue fundado en 1984 (rebautizado como «Medi Gay» en 1997). Este grupo dirigió la primera de las sesiones de información sobre el VIH y el SIDA en el mismo año, con HA, SOH y el Hospital Universitario de Zúrich.
En 1985, Loge 70, los grupos HA y OSH, junto con la Oficina Federal de Salud, fundaron la Ayuda Suiza contra el SIDA. En 1986, Ayuda Suiza contra el SIDA publicó un folleto informativo sobre la enfermedad, que se distribuyó a todos los hogares de Suiza. Esta campaña de prevención ha sido un gran éxito.
Los orgullos gay se reanudaron en Zúrich en 1986 y en Berna en 1987. En 1987, la manifestación en Berna fue más una protesta contra la retirada de un permiso por parte de las autoridades de la ciudad para un campamento gay que un desfile del orgullo gay.
En 1988, se organizó en el Basel Kaserne (Cuartel de Basilea) una exposición de historias de hombres sobre la escena gay en Basilea entre 1930 y 1980. La población vio la cuestión de las personas LGBT desde un ángulo diferente al del SIDA. La exposición fue un gran éxito y generó beneficios, que se utilizaron para financiar la creación de la Fundación Stonewall. Esta fundación otorga un Premio Stonewall. En 1989, tuvo lugar en Zúrich un Christopher Street Day con un programa cultural con motivo del 20 aniversario de los disturbios de Stonewall.
A pesar del sufrimiento que el VIH y el SIDA causaban a muchos miembros de la comunidad gay, también se brindó una comprensión más amplia de las diferentes formas de vida en Suiza. Las autoridades y el movimiento LGBT han trabajado juntos de manera efectiva.

#### Nacimiento de nuevas asociaciones en Suiza
En 1988, tras las conmemoraciones de Stonewall, un grupo de trabajo llamado Intercambio Lésbico (Échange lesbien) decidió fundar una asociación paraguas para lesbianas en Suiza. La Organización Suiza de Lesbianas fue fundada en Berna en 1989.
La Coordinación Homosexual Suiza se convierte en Cruz Rosa ("Pink Cross") en 1993 con secciones locales. Se creó también una asociación de creyentes homosexuales y lesbianas de ambas denominaciones: la organización "Los Homosexuales y la Iglesia". El Espace Gay de Massagno inicia sus actividades.

### Década de 1990

#### Festivales del Orgullo Gay o Marchas del Orgullo

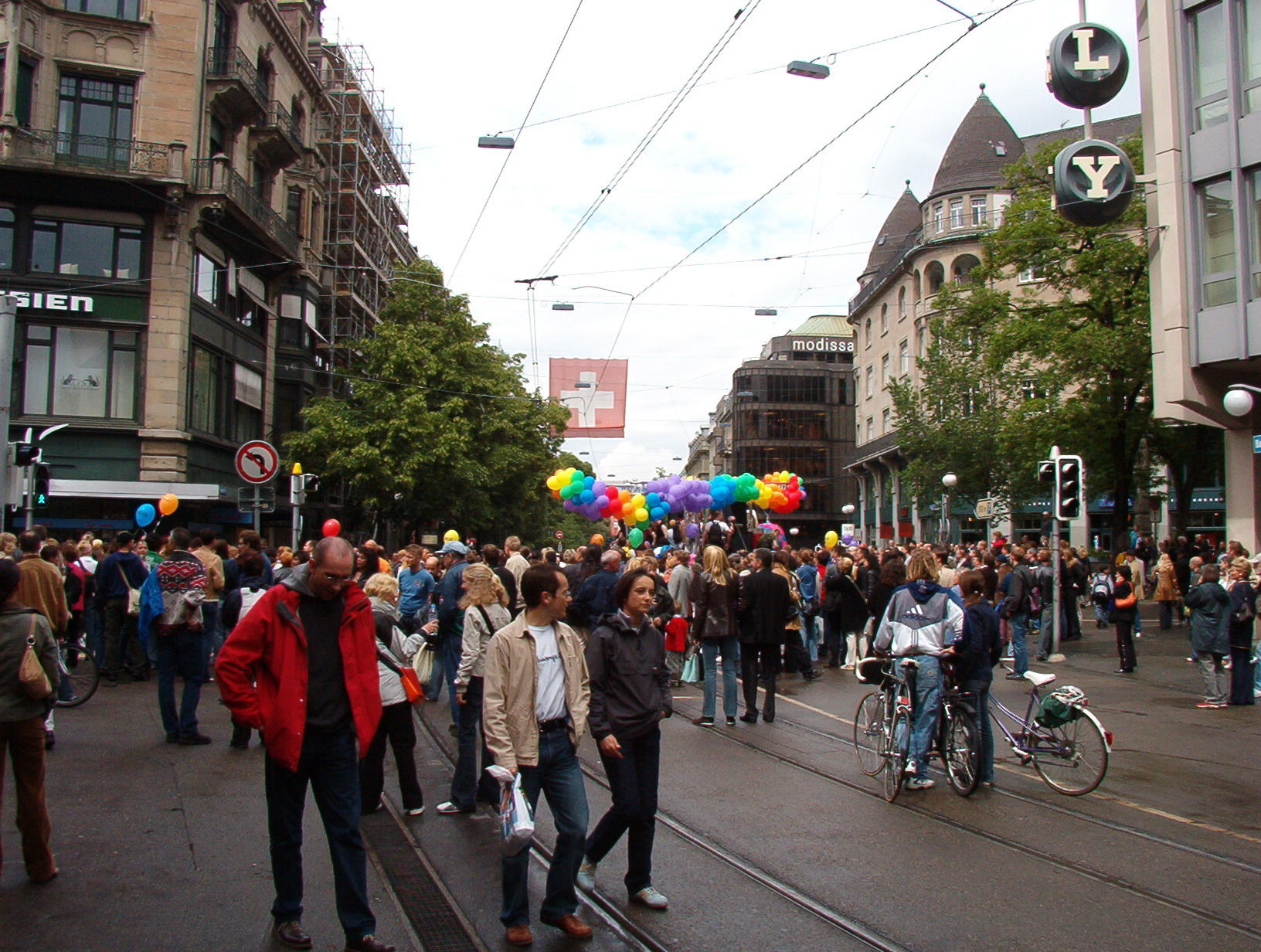
Festival del Orgullo de Zúrich en 2004.

Los orgullos gay se llevan a cabo todos los años en Zúrich desde el 25° aniversario de los disturbios de Stonewall en 1994, con un programa cultural. En la década de 1990, los orgullos gay fueron percibidos cada vez más positivamente por el público y estuvieron acompañados de una amplia cobertura mediática en los medios suizos. Así, la actitud de la ciudadanía hacia las preocupaciones de gays y lesbianas cambió y se ha vuelto más positiva, traduciéndose en un progresivo avance a favor de la igualdad. Esto es más importante en Suiza, con democracia semidirecta, que en la República Federal de Alemania, con democracia parlamentaria.
Desde 1997, el Premio Stonewall se otorga durante el Orgullo de Zúrich a un logro destacado por los derechos LGBT. Debido al aumento en el número de personas que asisten al orgullo gay, se ha convertido en una de las principales atracciones turísticas de la ciudad. Después del Europride de 2009, durante la Asamblea General de noviembre de 2009, la asociación CDD Zurich lo rebautizó como Festival del Orgullo de Zúrich, dándose un nombre similar a otros festivales similares en todo el mundo. Además del Desfile y los mítines, incluye eventos culturales y políticos, así como cuatro días de puestos callejeros.
Desde 1997, además del Festival del Orgullo de Zúrich, se organizan ocasionalmente orgullos gay en el oeste de Suiza. Cada vez se organizan en una parte diferente de la Suiza francófona, siguiendo el ejemplo de las manifestaciones LGBT de la década de 1980 en la Suiza germanófona.

#### Historia y cobertura mediática de las lesbianas en Suiza

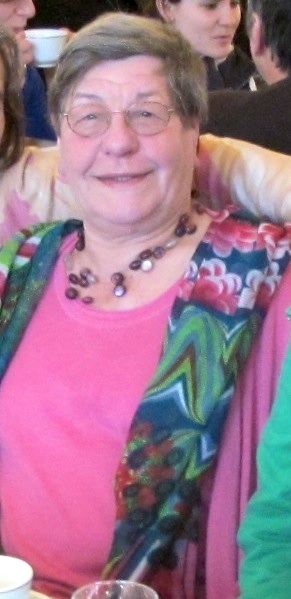
Ilse Kokula en 2014.

Por el lado lésbico, se lanzó un programa titulado Canicule, de un cuarto de hora de duración y dedicado a temas lésbicos emitido en Radio Pleine Lune, una emisora de radio feminista que emite los miércoles. El programa fue emitido entre 1990 y 1992.
En la década de 1980, Ilse Kokula publicó las bases de un esbozo de la historia de las lesbianas en Suiza con su libro Die Welt gehört uns doch! Zusammenschluss lesbischer Frauenin der Schweiz de 30er Jahre («El mundo nos pertenece: un enfoque sobre las mujeres lesbianas en la década de 1930»), que repasa la creación del círculo Amicitia en Zúrich.
El Colectivo Gay Lésbico del Tesino fue fundado en 2002.

#### Creación de la asociación y revista 360°
En 1998, un grupo del Lesbian and Gay Pride de Ginebra en 1997 creó la asociación 360 y la revista 360°, con 20 000 ejemplares distribuidos. Su lanzamiento se financió con veladas en el bar Chez Brigitte, el primer espacio gay de Ginebra.

#### Representación política
En 1999, Claude Janiak fue elegido miembro del Consejo Nacional de Suiza y se convirtió en el primer consejero nacional en asumir públicamente su homosexualidad. Doris Stump fue elegida por primera vez para el Consejo Nacional en 2003, convirtiéndose en la primera miembro lesbiana del Parlamento.
En 2009, Corine Mauch se convirtió en la primera alcaldesa de Zúrich y la primera persona abiertamente gay en ser alcaldesa de una ciudad importante de Suiza, mientras que en 2017, Thierry Apothéloz se convirtió en la primera persona abiertamente homosexual en ser elegida para el Consejo de Estado de Ginebra.

## SigloXXI
La década de 2000 vio el surgimiento de cambios significativos en la escena LGBT. La segregación estaba en declive y la diversidad se está convirtiendo en un hecho. Los orgullos gay ahora son eventos populares, y están surgiendo demandas sobre parejas registradas y asuntos transgénero. También existe preocupación por los refugiados LGBT.

### Festivales del Orgullo

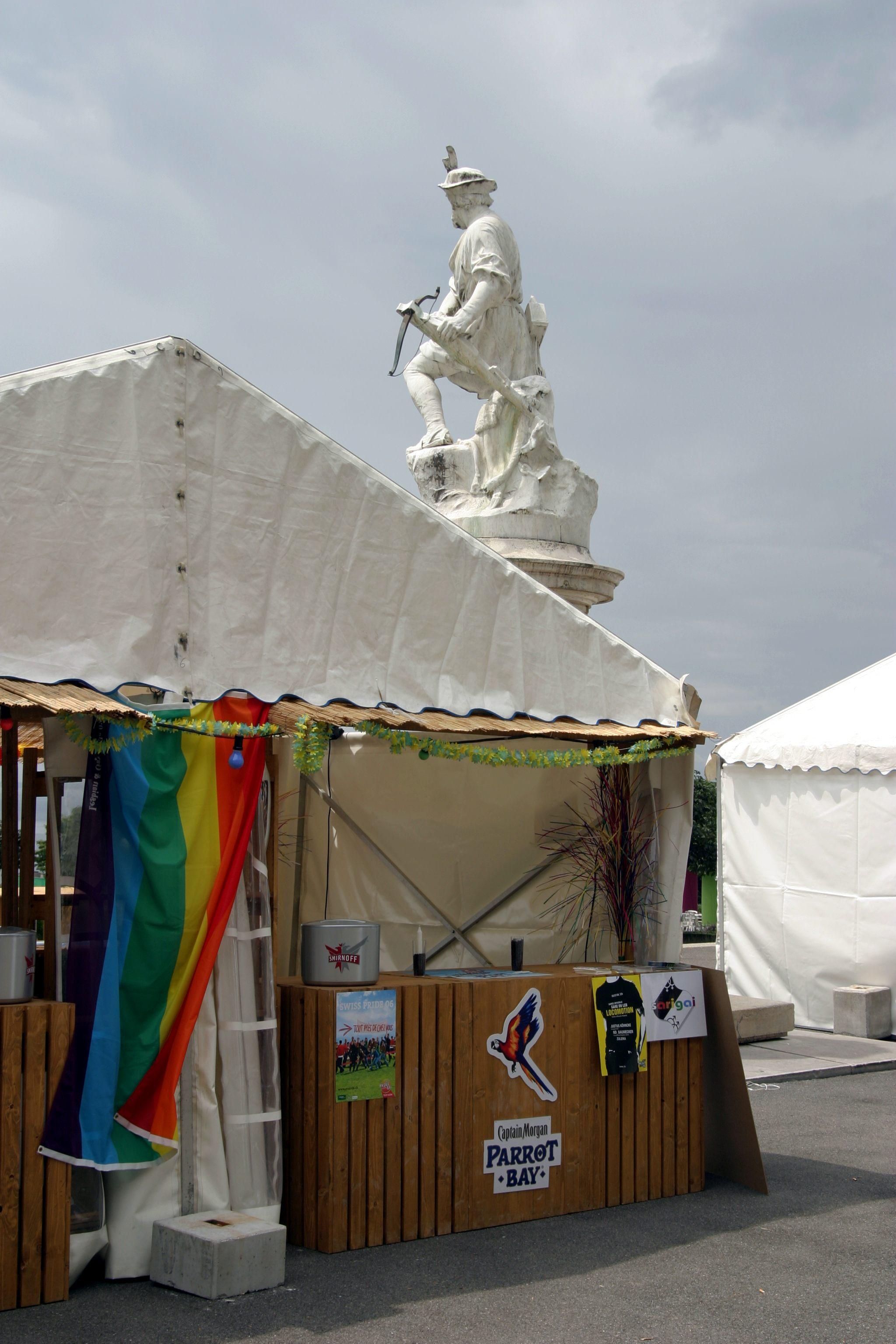
Orgullo de Lausana en 2006.

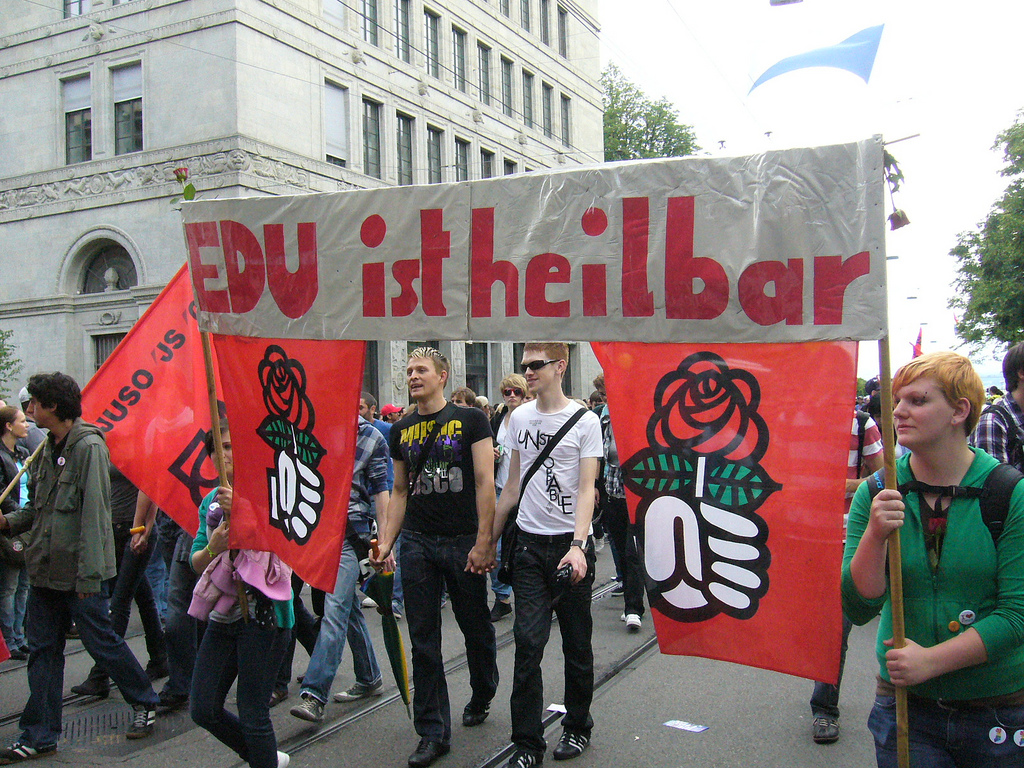
Miembros de las Juventudes Socialistas de Suiza en el Europride de 2009.

El Lesbian and Gay Pride & Friends de 2001 en Sion organizado por Marianne Bruchez fue muy publicitado debido a las acusaciones del obispo Norbert Brunner, obispo de Sion, quien denunció el traslado del festival a Sion como "un juego diabólico", lo que provocó una intensa cobertura mediática. Fue atacada violentamente por Dominique Giroud del grupo Romandit.
En 2003, en Basilea, se celebró un orgullo gay trinacional (Alemania, Francia, Suiza) en colaboración con las regiones de Alsacia, Mulhouse y Friburgo. En 2005, tuvo lugar un orgullo gay en Lucerna, en la Suiza de habla alemana. En 2006 se celebra un orgullo gay en Lausana. Zúrich es la única ciudad suiza que organiza un orgullo gay cada año. En 2015, Valais organiza Pride Valais/Wallis 2015, su segundo orgullo gay en Sion.

### Registro de uniones y matrimonio igualitario en Suiza

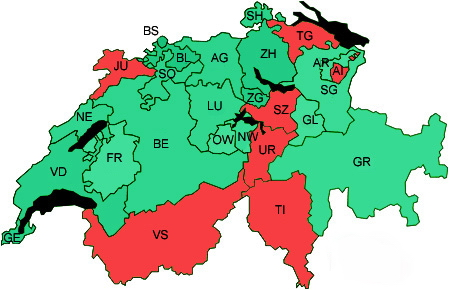
Resultado del referéndum de 2005 sobre el registro de uniones en Suiza.

El Consejero de Estado de Ginebra, Gilles Petitpierre, pidió al Consejo Federal que se pronunciara sobre el problema de las parejas homosexuales en 1994. El Consejo Federal respondió que el tema debía ser estudiado en profundidad.
La Ley Federal sobre Registro de Parejas del Mismo Sexo, en su forma abreviada: Ley sobre Parejas o LPart (en alemán: Eingetragene Partnerschaft), entró en vigor en Suiza el 1 de enero de 2007, tras ser aprobada en referéndum en 2005.
Suiza se convirtió en el primer país del mundo donde el reconocimiento de las parejas del mismo sexo ha sido otorgado directamente (58%) por las personas. A partir del 1 de enero de 2017, las personas que hayan estado viviendo en pareja durante más de tres años pueden adoptar al hijo de su cónyuge en Suiza.

### Nuevas asociaciones en Suiza

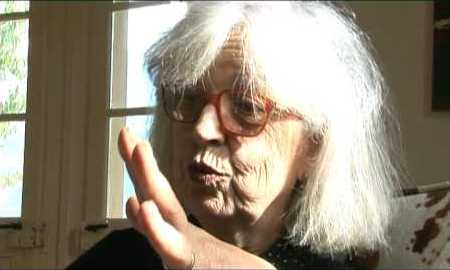
Carole Roussopoulos, realizadora del filme Qui a peur des Amazones.

La década de 2000 vio dos películas importantes estrenadas en la Suiza francófona sobre la historia de las lesbianas en Suiza. Le Bal des chattes sauvages de Veronika Minder, que recorre la historia del movimiento a través de testimonios y Qui a peur des Amazones de Carole Roussopoulos, que sigue los pasos de la fundación de Lestime tomando como título una obra de teatro de su presidenta, Catherine Gaillard.
Totem nace en 2008 para dar respuesta al malestar de los jóvenes LGBT y ofrecerles un espacio de escucha. De hecho, la asociación Stop Suicide ha descubierto que la tasa de suicidios es más alta entre los jóvenes LGBT que en la población promedio.
En 2015, se inauguró en Ginebra Le Refuge Genève, la primera asociación suiza que ofrece alojamiento a jóvenes LGBT rechazados por sus familias y víctimas de la homofobia. Alexia Scappaticci, coordinadora del refugio, a menudo inicia el diálogo con líderes religiosos de todas las religiones, y los jóvenes suelen ser rechazados por motivos religiosos. La asociación tiene un presupuesto de 250 000 francos suizos, de los cuales el 48% es financiación privada, el 30% financiación pública y la ayuda de la asociación Dialogai. Otra asociación emblemática en Ginebra es Totem.

### Escándalo en torno a la terapia homeopática en Ginebra
En Ginebra en 2018, un médico general y homeópata, el doctor Jean-Yves Henry, fue objeto de una investigación por parte de la Comisión para la Vigilancia de las Profesiones Sanitarias y los Derechos de los Pacientes por haber propuesto un remedio homeopático contra la homosexualidad.